# ジョン・バリモア
ジョン・バリモア（John Barrymore、本名：John Sidney Blyth、1882年2月15日 - 1942年5月29日）は、アメリカ合衆国ペンシルベニア州フィラデルフィア出身の俳優。サイレント期から活躍した映画スターの一人であり、兄のライオネル・バリモア、姉のエセル・バリモアと共に「バリモア三兄弟」として名を馳せた。ドリュー・バリモアの祖父にあたる。

## 来歴
両親や親戚がみな舞台俳優という演劇一家に生まれた。しかし当初、ジョンは画家を志し、パリの美術学校に通ったり、ニューヨークの新聞社で漫画を描いたりしていた。本格的に俳優への道を歩み始めたのは23歳の時である。1909年、『The Fortune Hunter』のヒットでブロードウェイの人気スターとなり、1914年に『An American Citizen』で映画界にも進出する。
「偉大な横顔」（The Great Profile）と呼ばれた端正な風貌と、舞台で培われた確かな演技力で、『ドン・ファン』（1926年）『マノン・レスコウ』（1927年）のようなロマンティックなメロドラマから、『狂へる悪魔』（1920年）『悪魔スヴェンガリ』（1931年）などでの狂気に満ちた男まで、様々な役柄をこなした。また、舞台活動も並行して行い、特に1922年に主演した『ハムレット』は大評判となり、同作における当時の最長上演記録を作っている。20年代後半以降は映画に専念するようになった。
30年代には兄ライオネルが所属していたMGM社へ移籍し、『グランド・ホテル』（1932年）等に出演するが、若い頃からの過度の飲酒がたたって出演作は減り、加えて50歳を過ぎた年齢で二枚目役が困難となったため、次第に脇役へと転ずるようになる。晩年にはB級映画で自らをカリカチュアしたような役を演じるまでに落ちぶれていた。4度の結婚にもすべて失敗し、失意と貧困のうちに60歳で亡くなった。
『海の野獣』（1926年）で共演し、3番目の妻となった女優ドロレス・コステロとの間に生まれた長男が俳優のジョン・ドリュー・バリモア。そのジョンの娘が女優ドリュー・バリモアである。

## 主な出演作品
| 公開年 | 邦題 原題                                       | 役名                                    | 備考 |
| ------ | ----------------------------------------------- | --------------------------------------- | ---- |
| 1920   | 狂へる悪魔 Dr.Jekyll and Mr.Hyde                | ジキル博士／ハイド氏                    |      |
| 1922   | シャーロック・ホームズ Sherlock Holmes          | シャーロック・ホームズ                  |      |
| 1924   | ボー・ブラムメル Beau Brummel                   | ボー・ブラムメル                        |      |
| 1926   | 海の野獣 The Sea Beast                          | Captain Ahab Ceeley                     |      |
| 1926   | ドン・ファン Don Juan                           | ドン・ファン                            |      |
| 1927   | マノン・レスコウ When a Man Loves/Manon Lescaut | ファビアン・デ・グリュー                |      |
| 1927   | 我れ若し王者なりせば The Beloved Rogue          | フランシス・ヴィロン                    |      |
| 1928   | テンペスト Tempest                              | Sergeant Ivan Markov                    |      |
| 1929   | 山の王者 Eternal Love                           | マーカス・パルトラン                    |      |
| 1930   | 海の巨人 Moby Dick                              | エイブ                                  |      |
| 1931   | 悪魔スヴェンガリ Svengali                       | スヴェンガリ                            |      |
| 1931   | 狂へる天才 The Mad Genius                       | Vladimar Ivan Tsarakov                  |      |
| 1932   | アルセーヌ・ルパン Arsène Lupin                 | Duke of Charmerace = アルセーヌ・ルパン |      |
| 1932   | グランド・ホテル Grand Hotel                    | ガイゲルン男爵                          |      |
| 1932   | 地方検事 State's Attorney                       | トム・カーディガン                      |      |
| 1932   | 愛の嗚咽 A Bill of Divorcement                  | ヒラリー                                |      |
| 1933   | Hamlet, Act I: Scenes IV and V                  | ハムレット                              |      |
| 1933   | トパーズ Topaze                                 | オーガスト・A・トパーズ                 |      |
| 1933   | 維納の再会 Reunion in Vienna                    | Archduke Rudolf von Habsburg            |      |
| 1933   | 晩餐八時 Dinner at Eight                        | ラリー・レナート                        |      |
| 1933   | 夜間飛行 Night Flight                           | Riviere                                 |      |
| 1933   | 巨人登場 Counsellor at Law                      | ジョージ・サイモン                      |      |
| 1934   | 特急二十世紀 Twentieth Century                  | オスカー・ジャフェ                      |      |
| 1936   | ロミオとジュリエット Romeo and Juliet           | マーキューシオ                          |      |
| 1937   | 君若き頃 Maytime                                | ニコライ                                |      |
| 1937   | 真実の告白 True Confession                      | チャーリー・ジャスパー                  |      |
| 1938   | マリー・アントアネットの生涯 Marie Antoinette   | ルイ15世                                |      |
| 1938   | 北海の子 Spawn of the North                     | ウィンディ・ターロン                    |      |
| 1939   | ミッドナイト Midnight                           | ジョージ・フラマリオン                  |      |
| 1941   | ハリウッド・スパイ騒動 World Premiere           | ダンカン                                |      |